# Ademluchttoestel

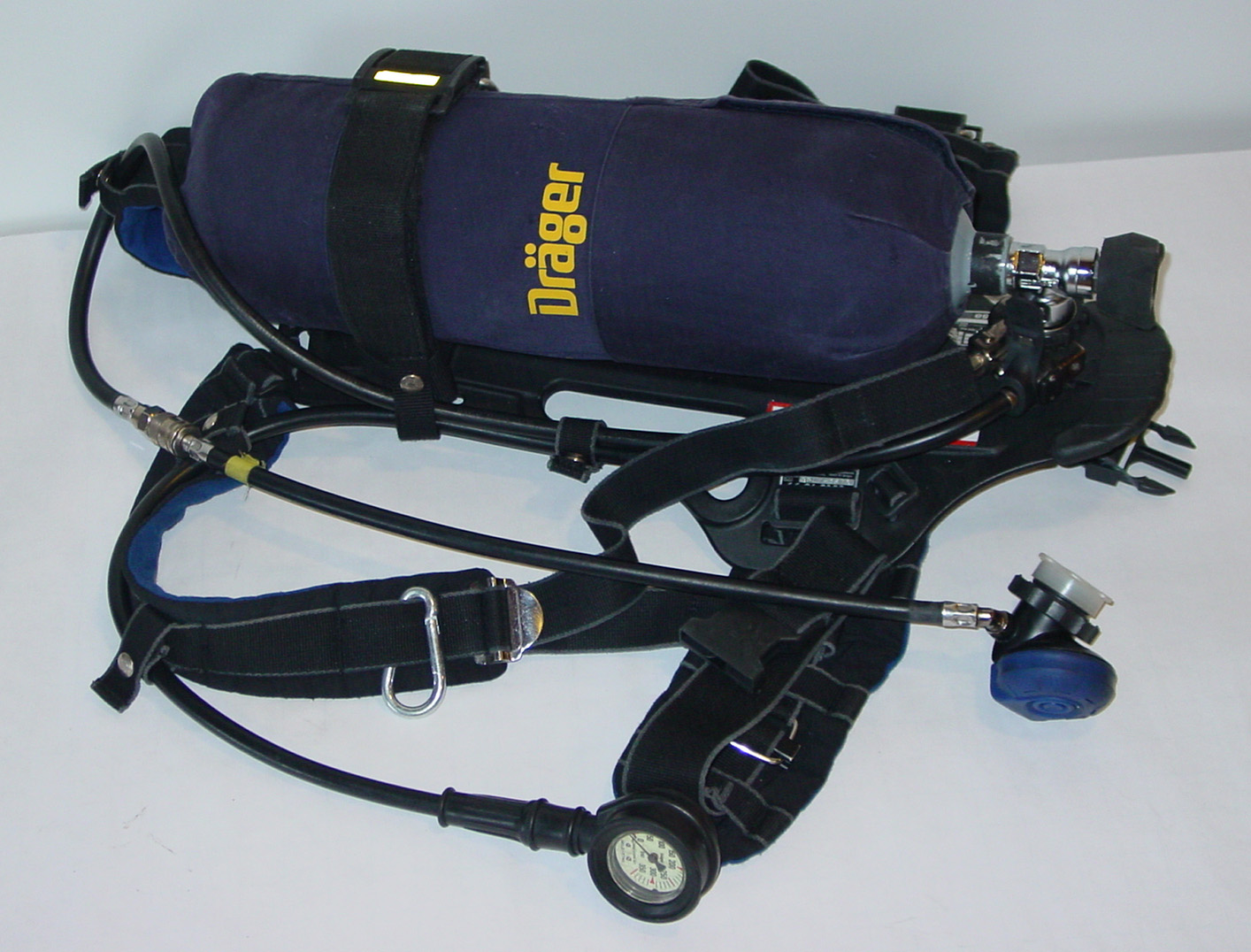
een ademluchttoestel van Dräger

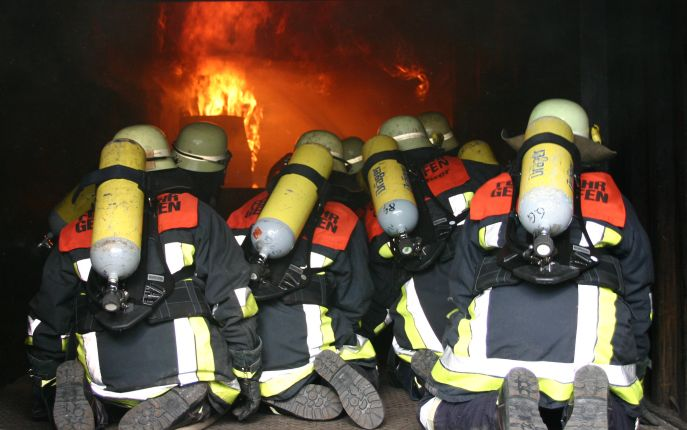
Brandweermensen met ademluchttoestellen tijdens een oefening

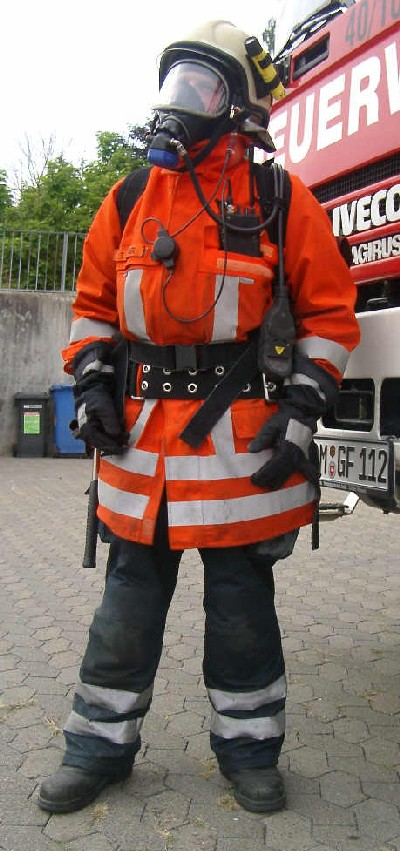
Brandweerman met ademluchttoestel, bij de linkerhand hangt een elektronische manometer met waarschuwingssignaal voor een lage druk in de cilinder (55 bar of lager) en een bewegingsmelder om te waarschuwen bij een ongeval waar een brandweerman bewusteloos raakt

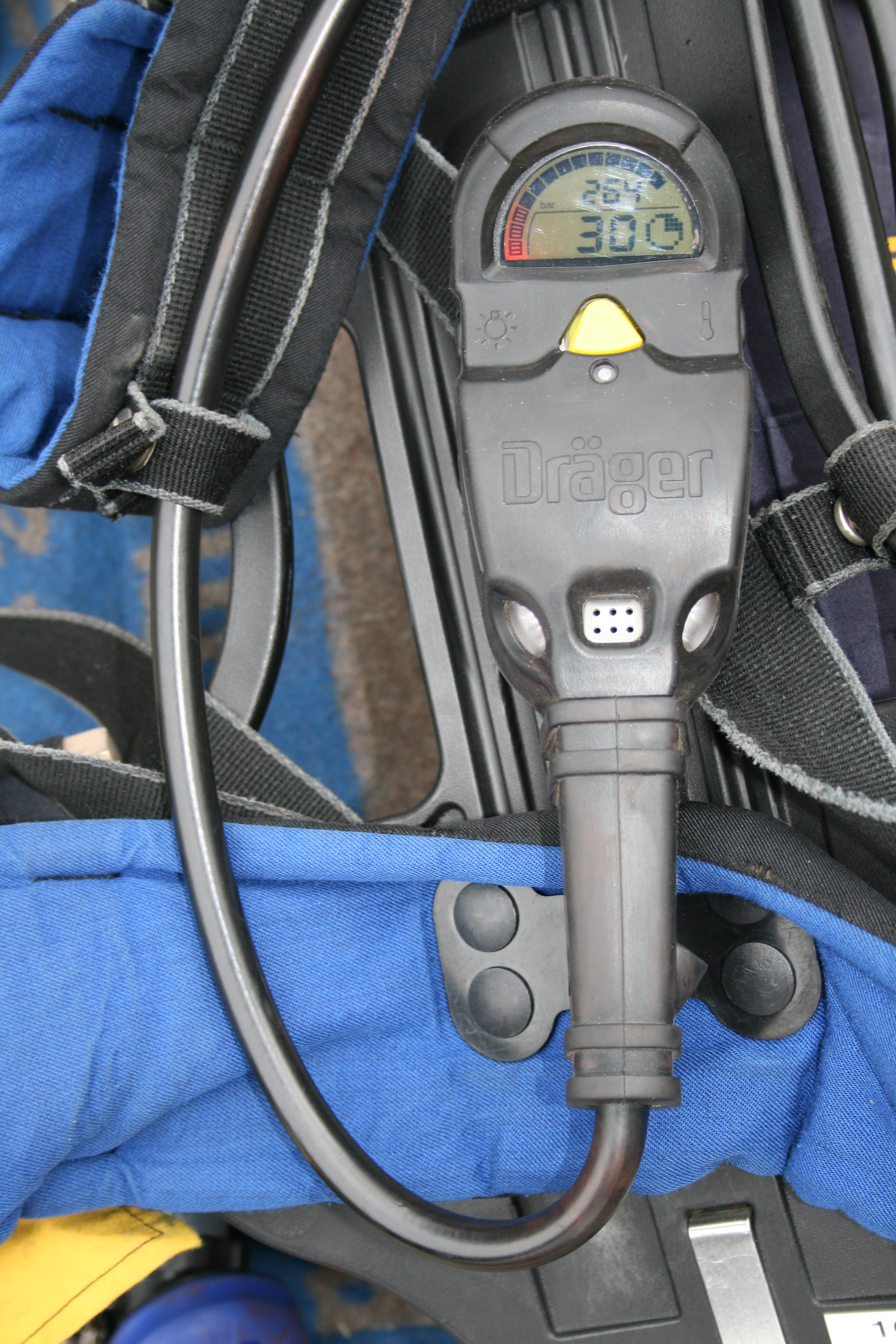
Digitale manometer van een zgn. Bodyguard

Het ademluchttoestel of persluchttoestel wordt gebruikt door onder andere de brandweer om veilige ademlucht te verschaffen in een omgeving waar rook en/of schadelijke gassen etc. aanwezig zijn. Ook duikers gebruiken een ademluchttoestel als ze diep in het water moeten gaan. Zo kunnen ze dan langdurig onder water blijven om bijvoorbeeld werkzaamheden te verrichten aan onderdelen van bruggen of aan de boeg van een schip of om onderzoek te kunnen doen. Ademlucht bevat 21% zuurstofgas, 78% stikstofgas en 1% overige gassen, waaronder argon en koolstofdioxide. Perslucht en zuurstof zijn voor het hierboven beschreven doel verkeerde benamingen. Om ademlucht veilig te kunnen gebruiken is het raadzaam een speciale opleiding te volgen en een medische keuring te ondergaan. 

## Werking
Het toestel bestaat uit een ademluchtfles(sen), draagframe, drukregelaar, ademhalingsautomaat, een middendruktoevoerslang, een reserveluchtwaarschuwingsfluit, overdrukventiel en gelaatstuk. De ademluchtflessen waren vroeger van staal, maar tegenwoordig steeds vaker van vezelversterkte kunststof, wat een behoorlijke gewichtsbesparing geeft.
Ook bestaan er ergonomische draagframes die aangepast kunnen worden aan de lichaamsgrootte van de gebruiker en die meebuigen met de rug.
De druk van de ademluchtfles van 200 of 300 bar wordt via de drukregelaar (reduceerventiel), alwaar het ongeveer 6 tot 9 bar bedraagt (middendruk), verlaagd naar ongeveer iets meer dan 1 bar in de ademhalingsautomaat.
De ademhalingsautomaat regelt de juiste luchthoeveelheid en luchtdruk, geschikt voor inademing.
Deze automaat sluit men aan op het gelaatstuk. Vooral vroeger was er nog een verschil tussen overdruk- en onderdrukautomaten. Bij onderdrukautomaten was de luchtdruk in het gelaatsstuk iets minder dan 1 bar met als voordeel dat het masker werd aangezogen tegen het gelaat van de persluchtdrager, maar als nadeel dat als er toch ergens een lek was schadelijke gassen van buitenaf het masker binnendrongen. Bij overdrukautomaten is de druk iets groter dan 1 bar en dus wordt het masker niet aangezogen, maar als er lekken zijn kunnen schadelijke gassen van buitenaf normaal gezien het masker niet binnendringen. Om deze laatste reden worden over het algemeen nagenoeg uitsluitend overdrukautomaten gebruikt.
In moderne ademluchttoestellen is vaak een bewegingsmelder ingebouwd die een alarmsignaal geeft als de gebruiker enige tijd niet beweegt. Bij een ongeval is de drager zo gemakkelijker te traceren. Ook kan de drager deze melder direct activeren om dat noodsignaal af te geven. Het is ook mogelijk om de ademluchtvoorraad, het luchtverbruik en eventuele noodsignalen op afstand te monitoren met behulp van speciale apparatuur.

## Maskers
Er zijn twee type gelaatstukken, nl. spinmaskers en beugelmaskers (gelaatstuk van een helm-ademlucht combinatie), vooral de beugelmaskers ziet men tegenwoordig steeds meer. Dit beugelmasker wordt aan de bevestigingspunten op een brandweerhelm geklemd en kan in tegenstelling tot het spinmasker snel op en afgezet worden, wat veel voordelen heeft.

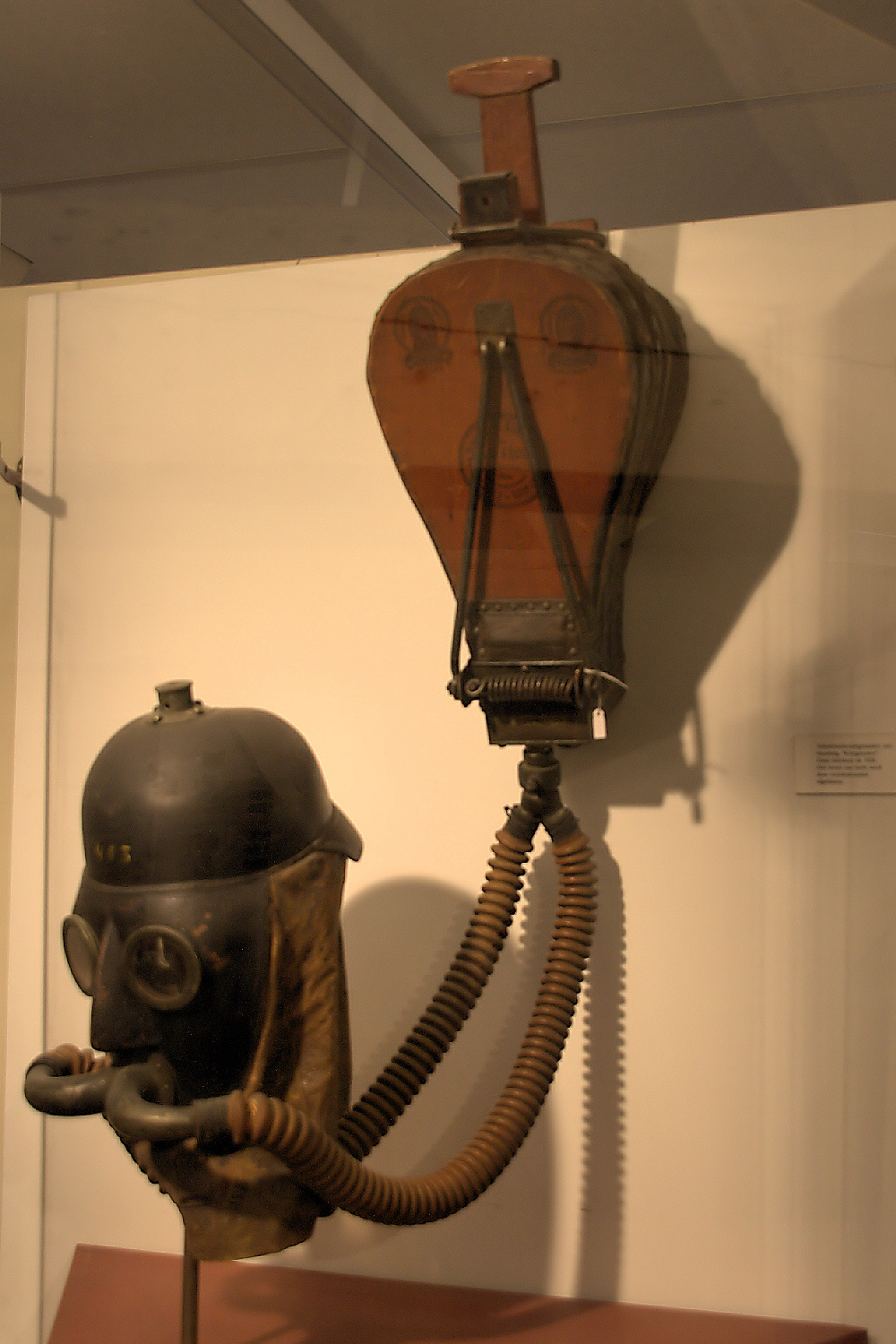
Zeer oud systeem, Duits fabricaat, te zien in het Nationaal Brandweermuseum